# NGC 324
NGC 324 es una galaxia espiral de la constelación de Fénix. 
Fue descubierta el 23 de octubre de 1835 por el astrónomo John Herschel.